# Францисканский монастырь (Дингольфинг)
Францисканский монастырь Дингольфинг (нем. Franziskanerkloster Dingolfing) — мужской монастырь францисканцев-миноритов, расположенный на территории баварского города Дингольфинг (Нижняя Бавария); обитель, посвященная Святому Освальду, была основана жителями города в 1642 году и первоначально являлась странноприимным домом. Монастырь был распущен в ходе секуляризации в Баварии — в 1802 году; восстановление монастыря состоялось около 1853 года уже на новом месте, а второй роспуск произошел в 1972; повторно заселен монахами в 2002.

## История и описание
Освященный в честь Святого Освальда монастырь в Дингольфинге был основан в 1642 году жителями города и первоначально являлся местным странноприимным домом, располагаясь в северо-восточной части Верхнего города (Обер-штадта) и будучи тесно связан с популярным местном паломничества к изображению Девы Марии, располагавшемуся в местном гроте; затем обитель стала независимым монастырем с собственной церковью. В период с 1680 по 1682 год было построено новое здание церкви — оно было освящено 6 августа 1682 года. Королевское Баварское общество по охране памятников оставило описание здания на основе сохранившихся планов и эскизов. Исследователи полагали, что строительные планы были созданы граубюнденским мастером-строителем (архитектором) Антонио Рива (1650—1714), который в тот период проживал в Ландсхуте.
После роспуска обители францисканцев, произошедшего во время секуляризации в Баварии — в 1802 году — монастырская церковь была снесена в 1804. Один из монахов был назван в документа «иностранцем» и депортирован через бывшую баварскую границу; два оставшихся францисканца были 29 августа 1802 года переведены в центральный монастырь в общине Дитфурт-ан-дер-Альтмюль. Аукцион по продаже странноприимного дома и литургического оборудования состоялся в период с 15 по 17 сентября того же года: здание и большой монастырский сад были приобретены муниципалитетом города, как и церковное оборудование. Первоначальный план городских властей по использованию здания в качестве места для размещения школы не был реализован. В течение нескольких лет бывший монастырский комплекс принадлежал семье графов Клозен.
За исключением церкви, монастырские постройки в основном сохранились до наших дней: в них, среди прочего, располагаются частные квартиры и пивоваренный завод «Wasserburger Keller», который в 1904 году приобрела семья пивоваров, переехавшая в Дингольфинг в 1850. Название улицы «Клостерхоф» (Klosterhof, буквально — «монастырский двор») до сих пор напоминает о монастыре, ряд зданий которого теперь можно посетить в рамках туристических экскурсий. Кресла (Chorgestühl), располагавшие ранее в алтарной части монастырской церкви, были перестроены в филиальную церковь Дингольфинга и церковь Святого Антония, где они и находятся по сей день.
Полное восстановление францисканского монастыря, освященного в честь Святой Клары и располагавшего собственной церковью Непорочного Зачатия, состоялось около 1853 года на новом месте — за пределами бывших городских стен. Новая монастырская церковь была достроена в 1867 году. Второй роспуск монастыря произошел в 1972 году; в 1975 году его помещения заняли монахини-клариссинки. В 2002 году состоялось переселение в монастырь польских монахов-миноритов.